# Culicoides neomelanesiae
Culicoides neomelanesiae är en tvåvingeart som beskrevs av Tokunaga 1963. Culicoides neomelanesiae ingår i släktet Culicoides och familjen svidknott. Inga underarter finns listade i Catalogue of Life.